# Бузеу (перевал)
Бузеу (рум. Pasul Buzău) — гірський перевал в Румунії, у Східних Карпатах.
Через перевал проходить автодорога DN10 вздовж річки Бузеу між містами Бузеу однойменного повіту та Брашов однойменного повіту. За оцінкою румунської дорожньої поліції дорога входить в десятку найскладніших автомобільних шляхів країни.